# Psilopsella uniseriata
Psilopsella uniseriata är en mossdjursart som beskrevs av Canu och Bassler 1927. Psilopsella uniseriata ingår i släktet Psilopsella och familjen Romancheinidae. Inga underarter finns listade i Catalogue of Life.